# مهرداد طهمباسي
مهرداد طهمباسي (بالفارسية: مهرداد تهماسبی) هو لاعب كرة قدم إيراني في مركز حراسة المرمى، ولد في 10 سبتمبر 1985 في بهشهر في إيران. لعب مع نادي باس طهران ونادي تراكتور سازي ونادي صبا قم ونادي فولاد خوزستان ونادي نساجي مازندران.

## وصلات خارجية
- مهرداد طهمباسي على موقع قاعدة بيانات كرة القدم.إي يو (الإنجليزية)
- مهرداد طهمباسي على موقع Soccerway.com (الإنجليزية)